# Puentes Viejas
Puentes Viejas és un municipi de la Comunitat de Madrid. El municipi va néixer en 1976 a partir de la integració de tres pobles i un dels seus annexos: Mangirón i el seu annex Cincovillas, Paredes de Buitrago i Serrada de la Fuente, prenent el seu nom de l'Embassament de Puentes Viejas.
En el seu paisatge, destaca la presència de diferents embassaments (Embassament de Puents Viejas, Embassament del Villar, Embassament del Atazar i el Azud de Tenebroso) construïts pel Canal d'Isabel II amb l'objectiu d'abastir d'aigua a la Comunitat de Madrid.